# 莫日-达斯克鲁济斯
莫日-达斯克鲁济斯（發音：[moˈʒi] 或 [muˈʒi das ˈkɾuzis]）是位於巴西聖保羅東方約40公里的城市，屬圣保罗州，也是大圣保罗的一部分，面積714平方公里，具有375472个人口。

## 知名人士
- 内马尔
- 张大千，第二次国共内战时期曾来此居住，购地150亩，建中国式庄园“八德园”。